# Piazze di Firenze

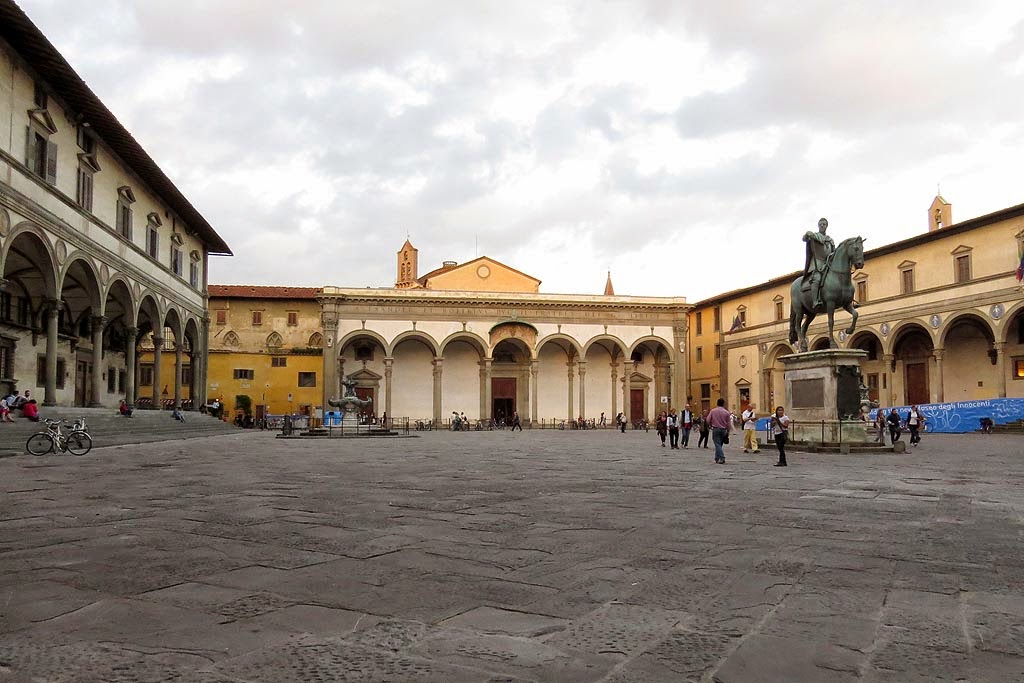
Piazza Santissima Annunziata

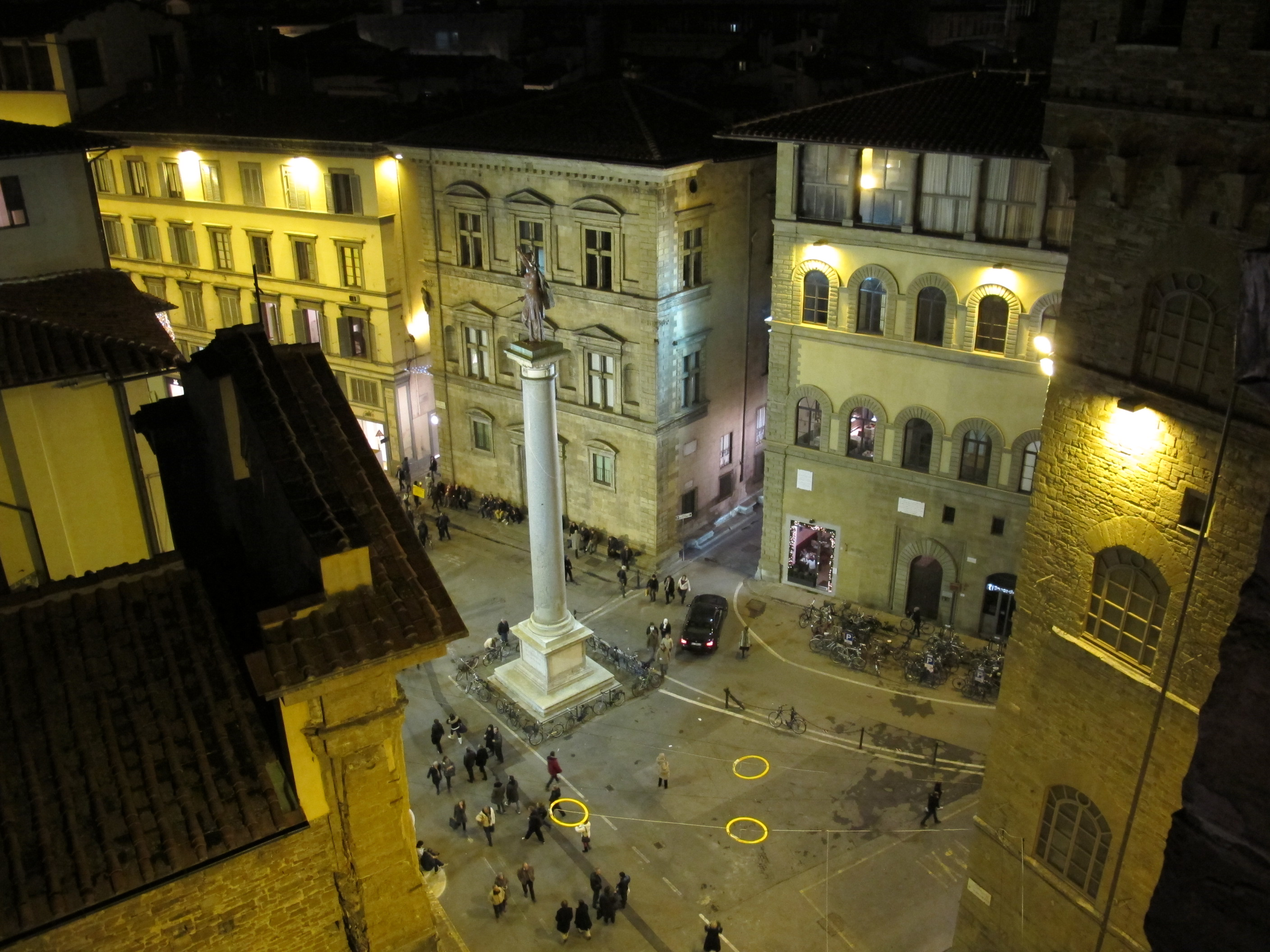
Piazza Santa Trinita

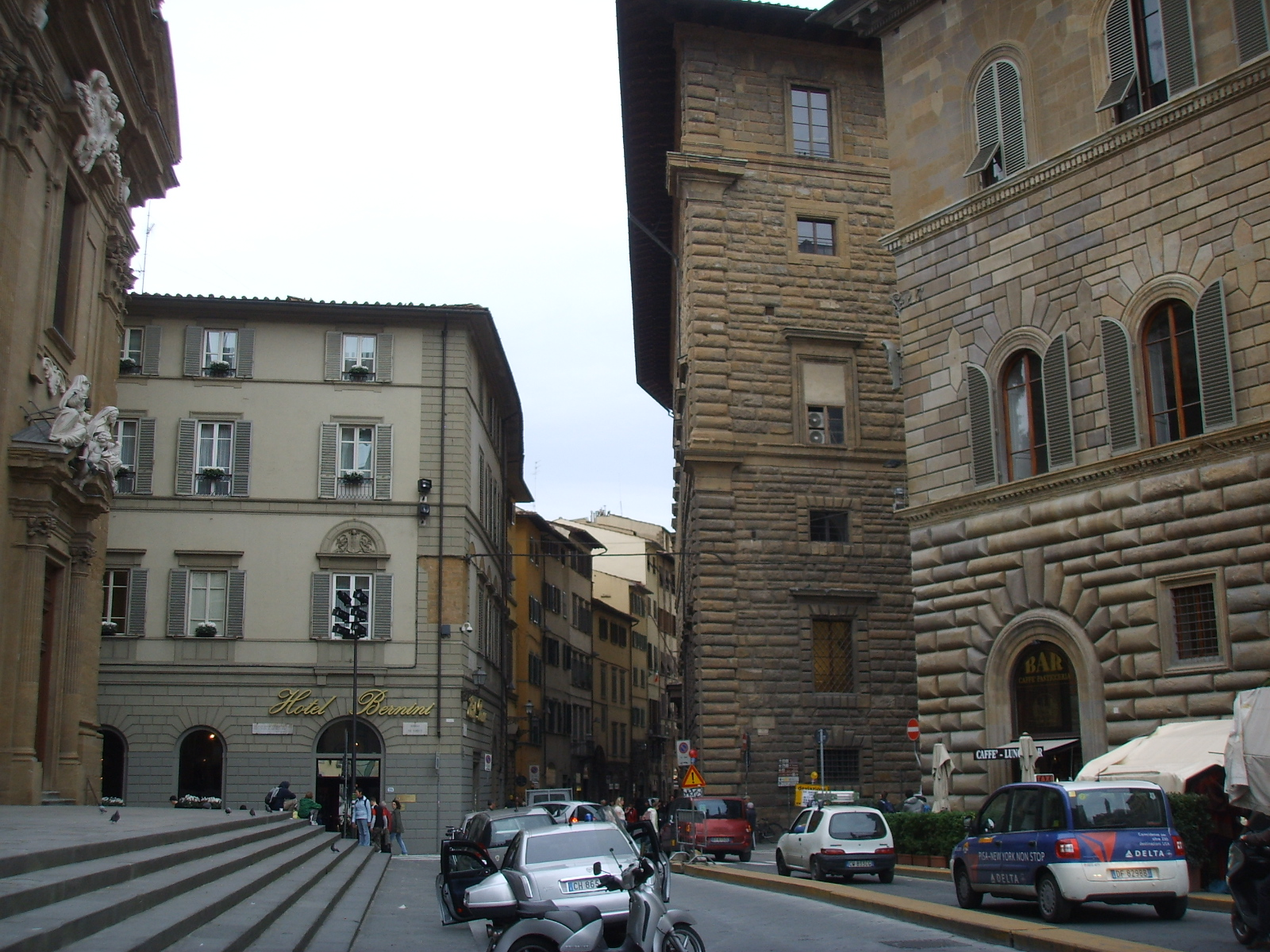
Piazza San Firenze

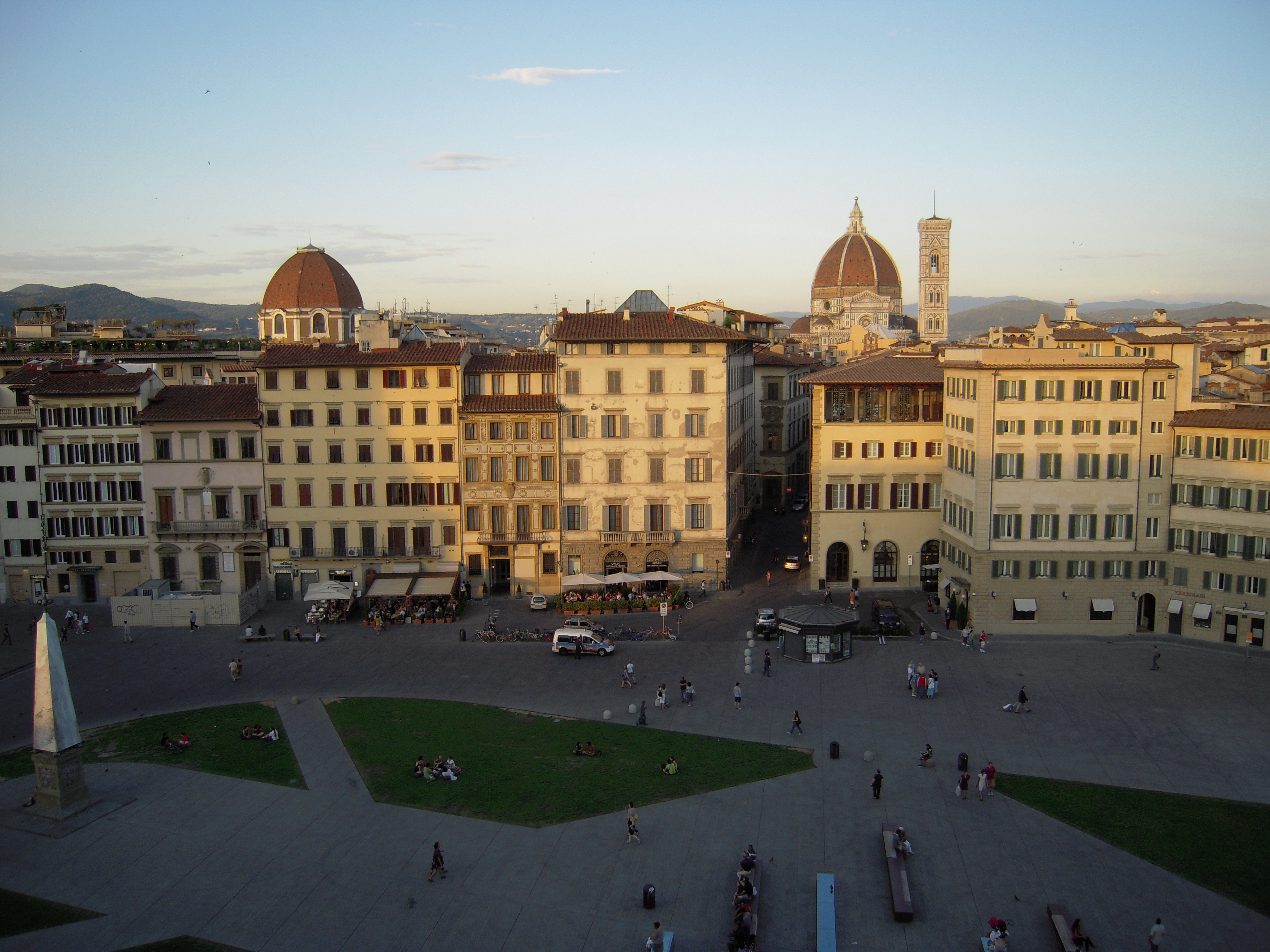
Piazza Santa Maria Novella

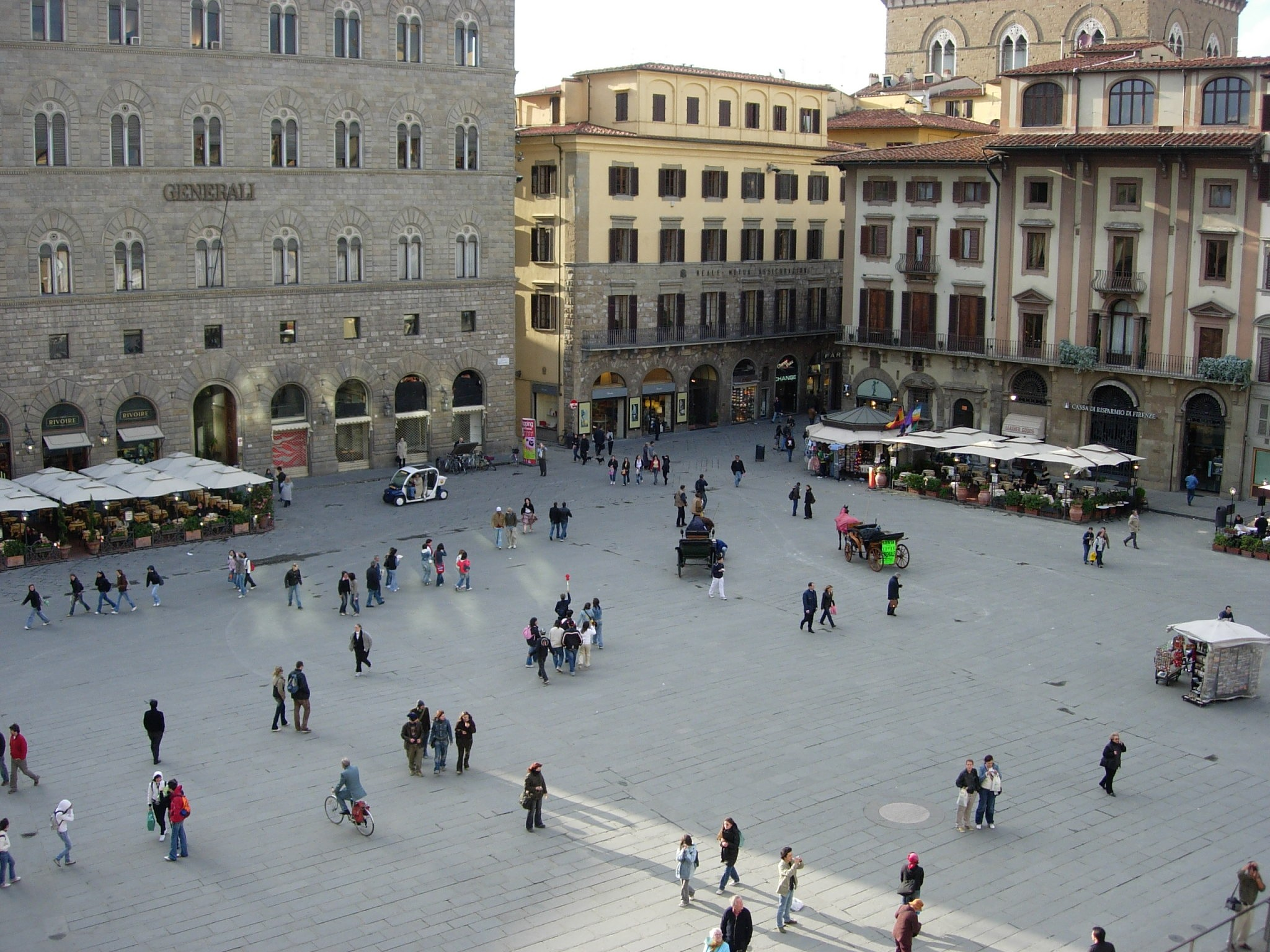
Piazza della Signoria

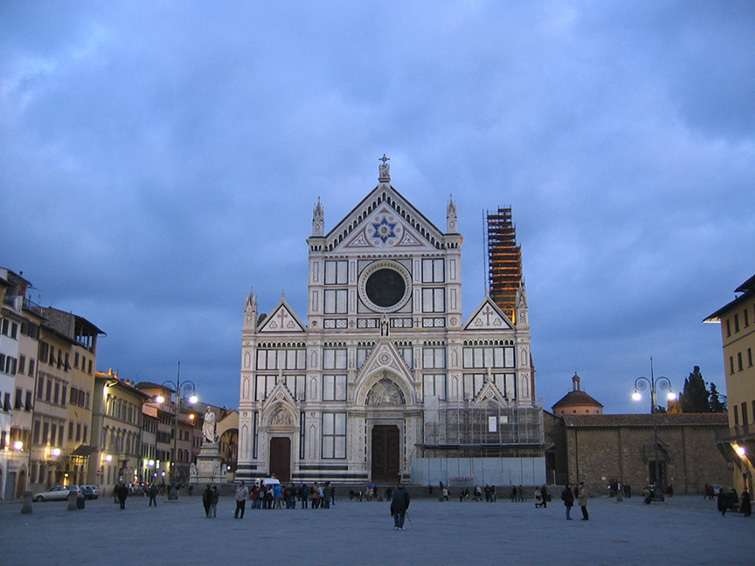
Piazza Santa Croce

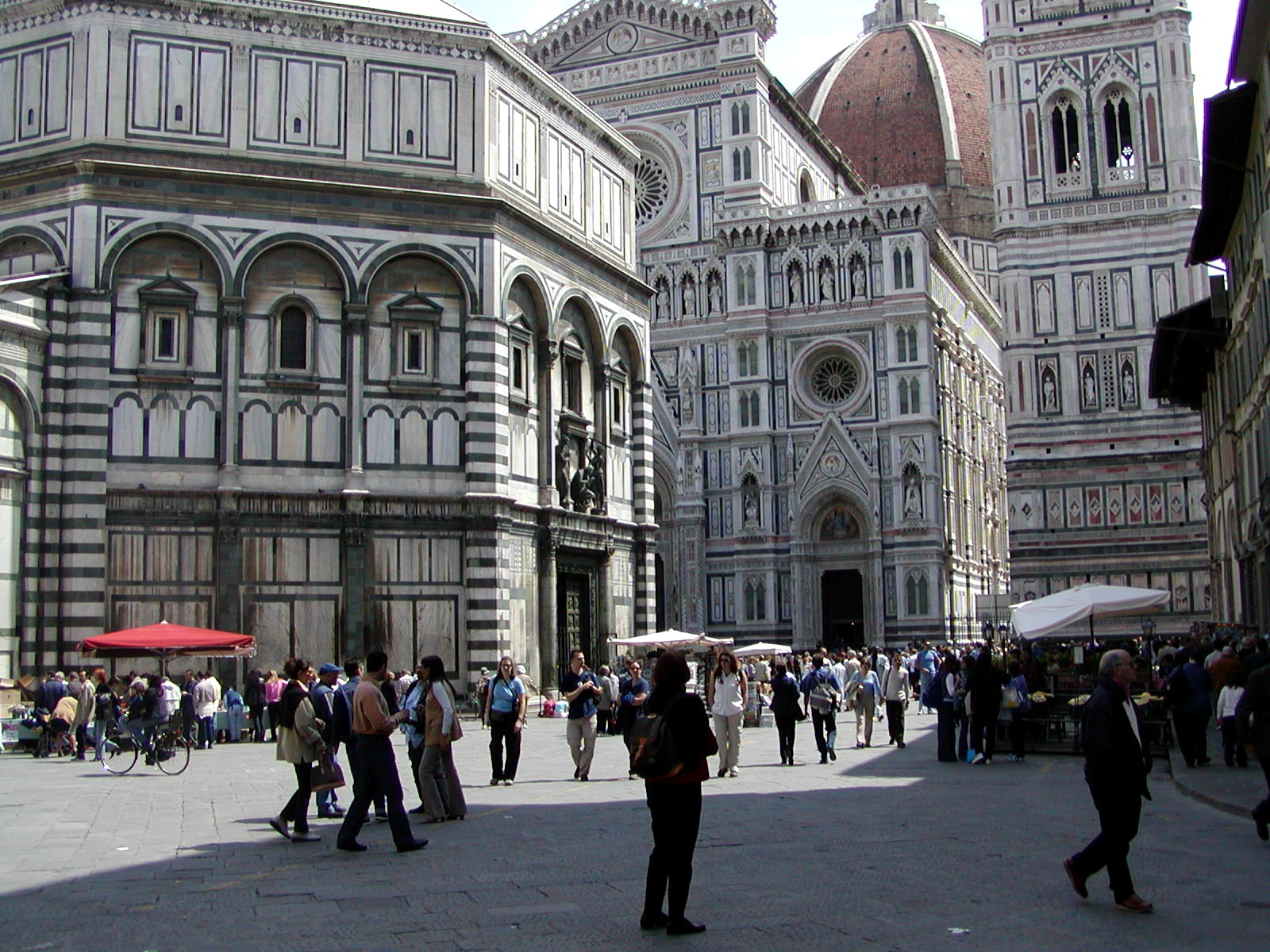
Piazza del Duomo

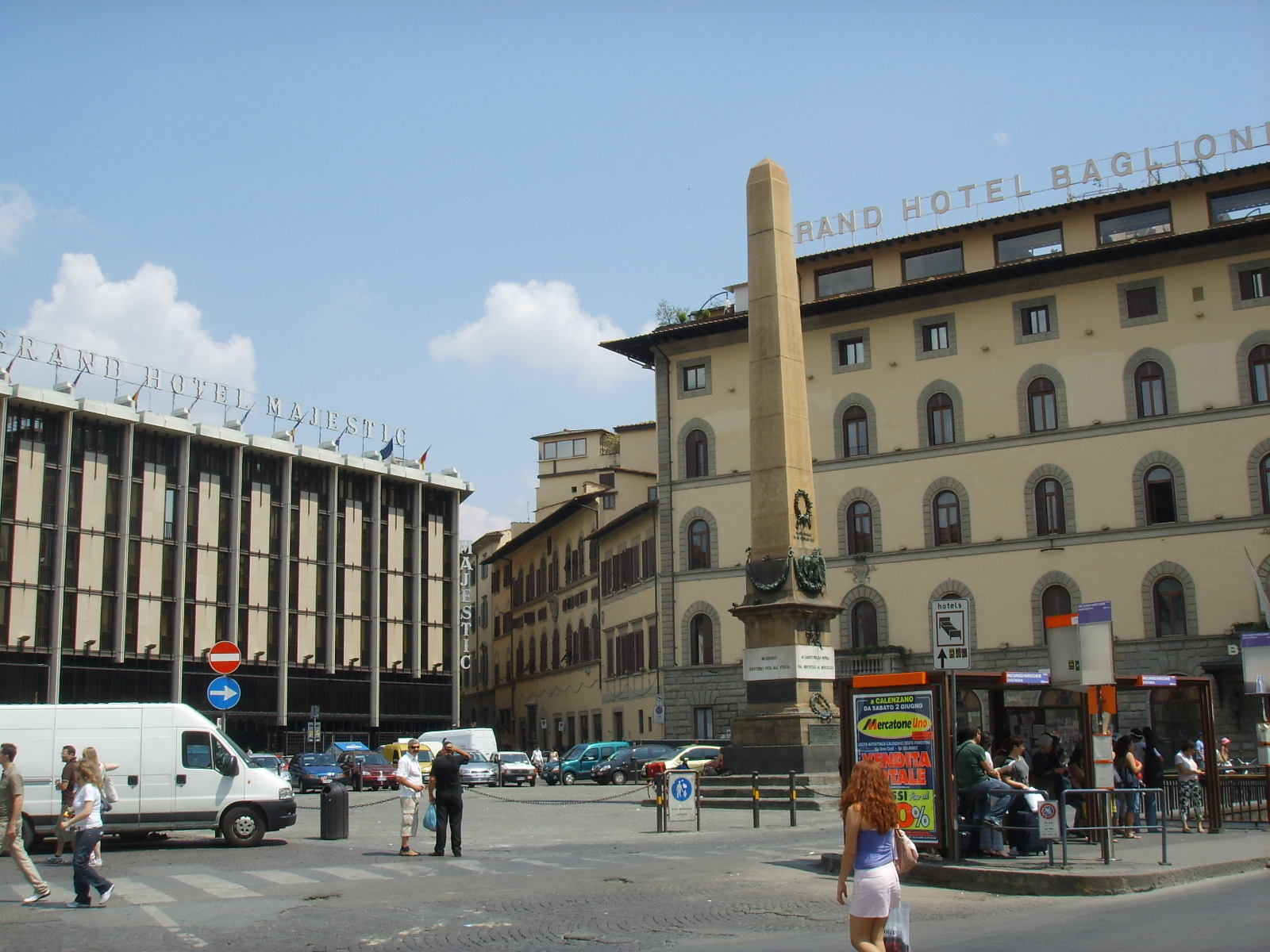
Piazza dell'Unità Italiana

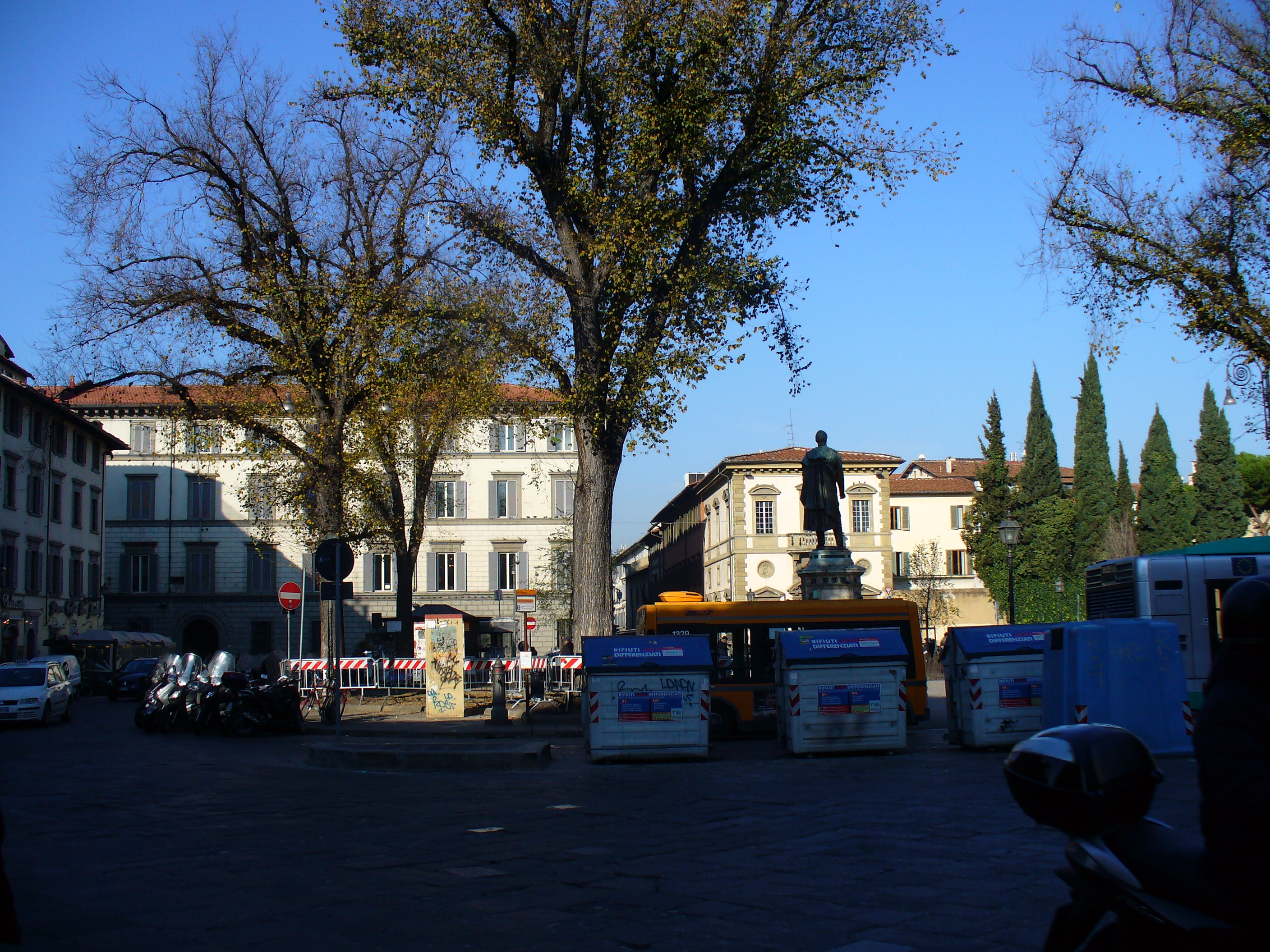
Piazza San Marco

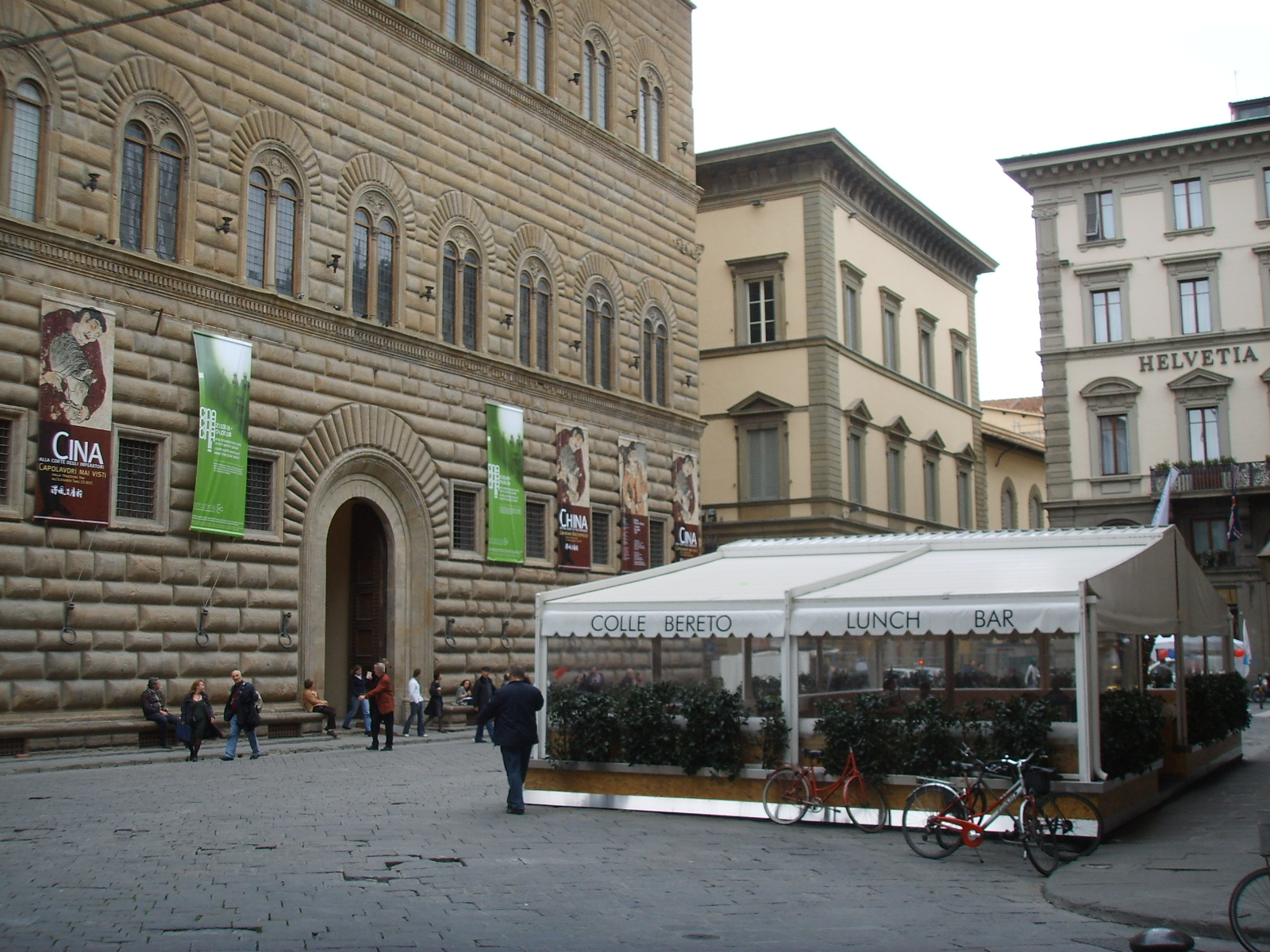
Piazza Strozzi

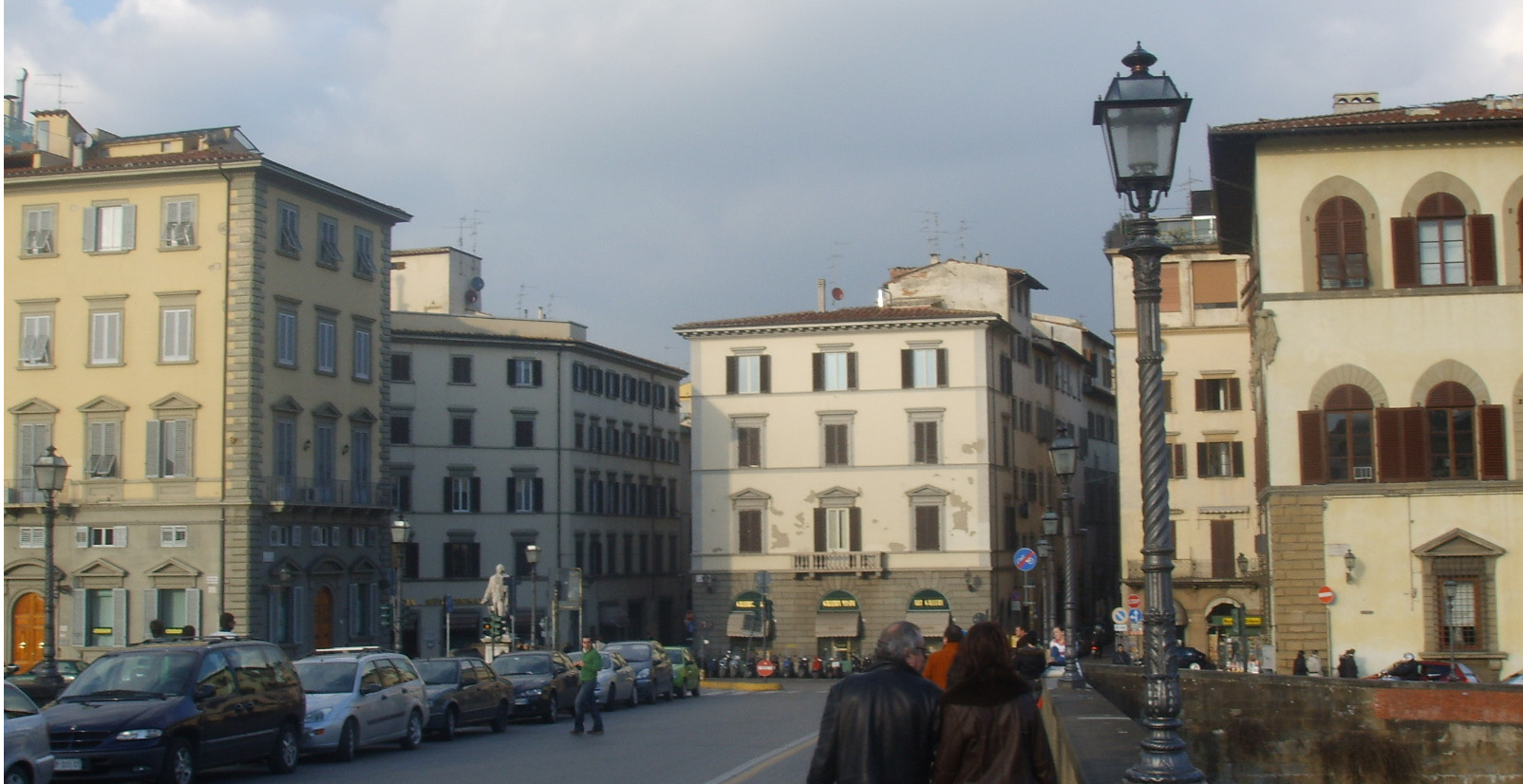
Piazza Goldoni

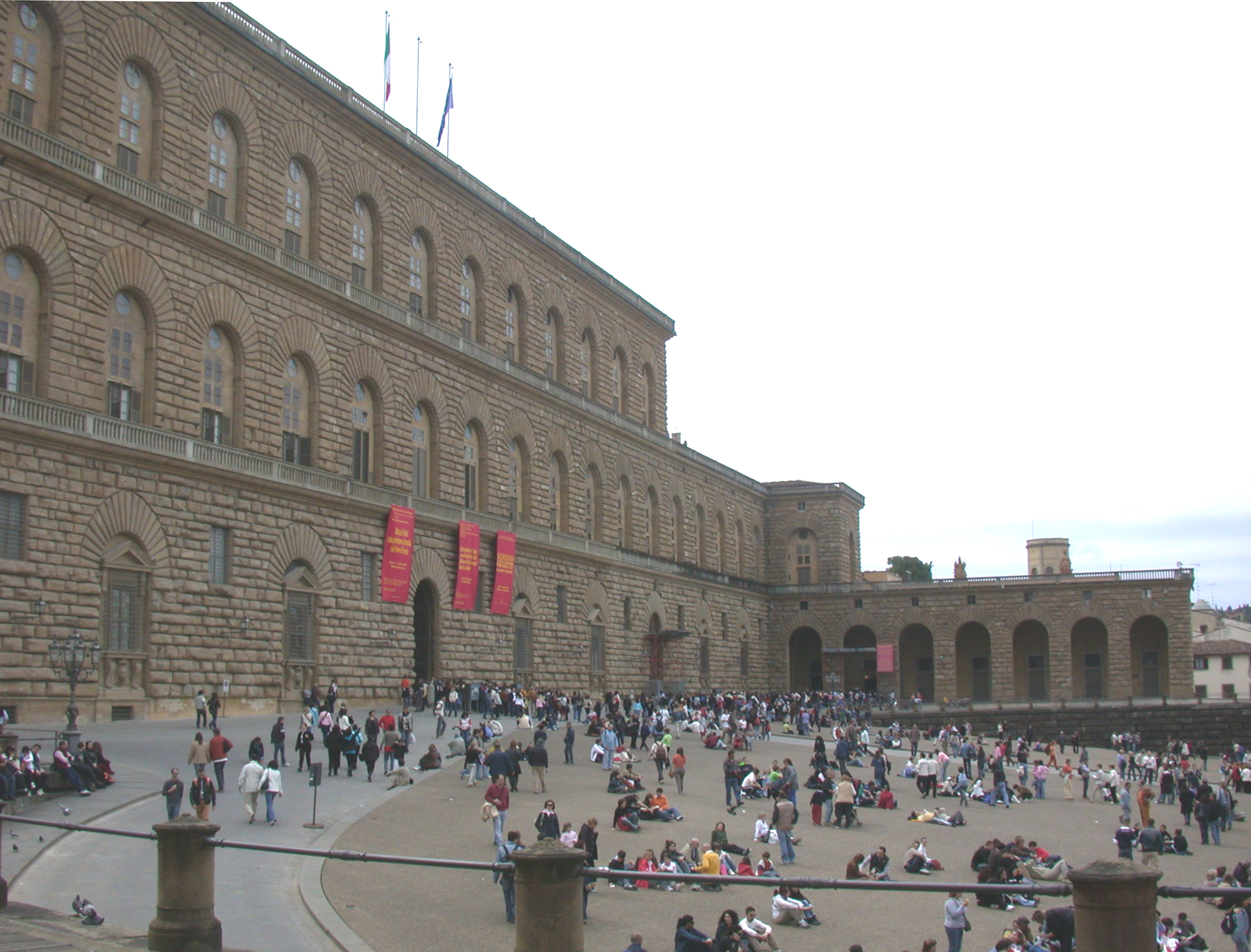
Piazza de' Pitti

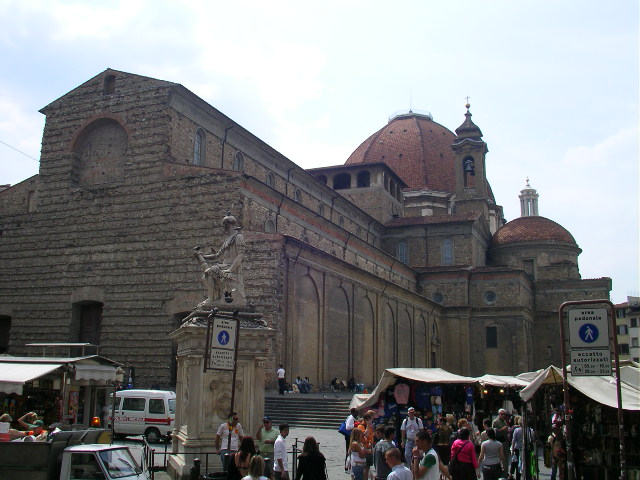
Piazza San Lorenzo

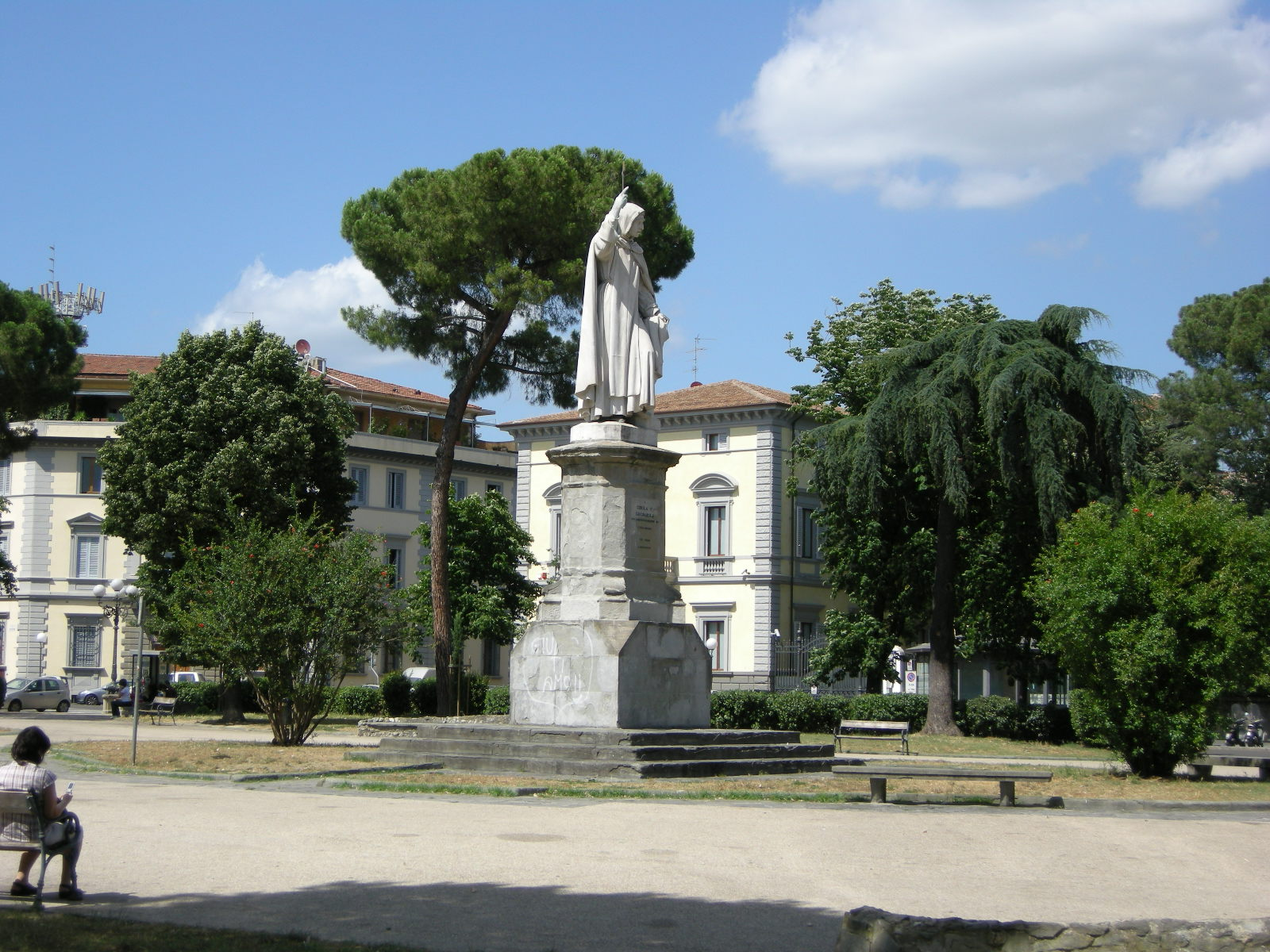
Piazza Savonarola

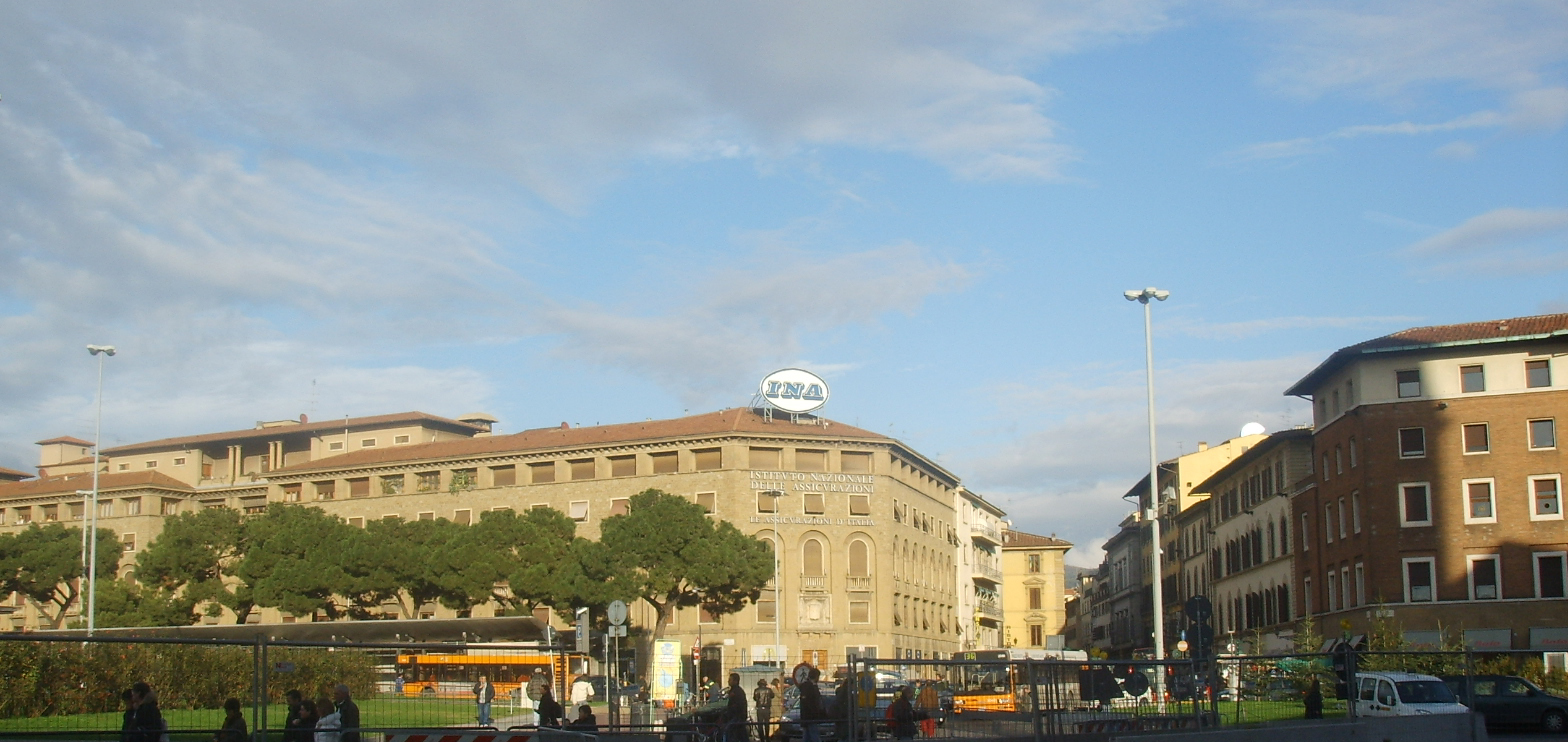
Piazza della Stazione

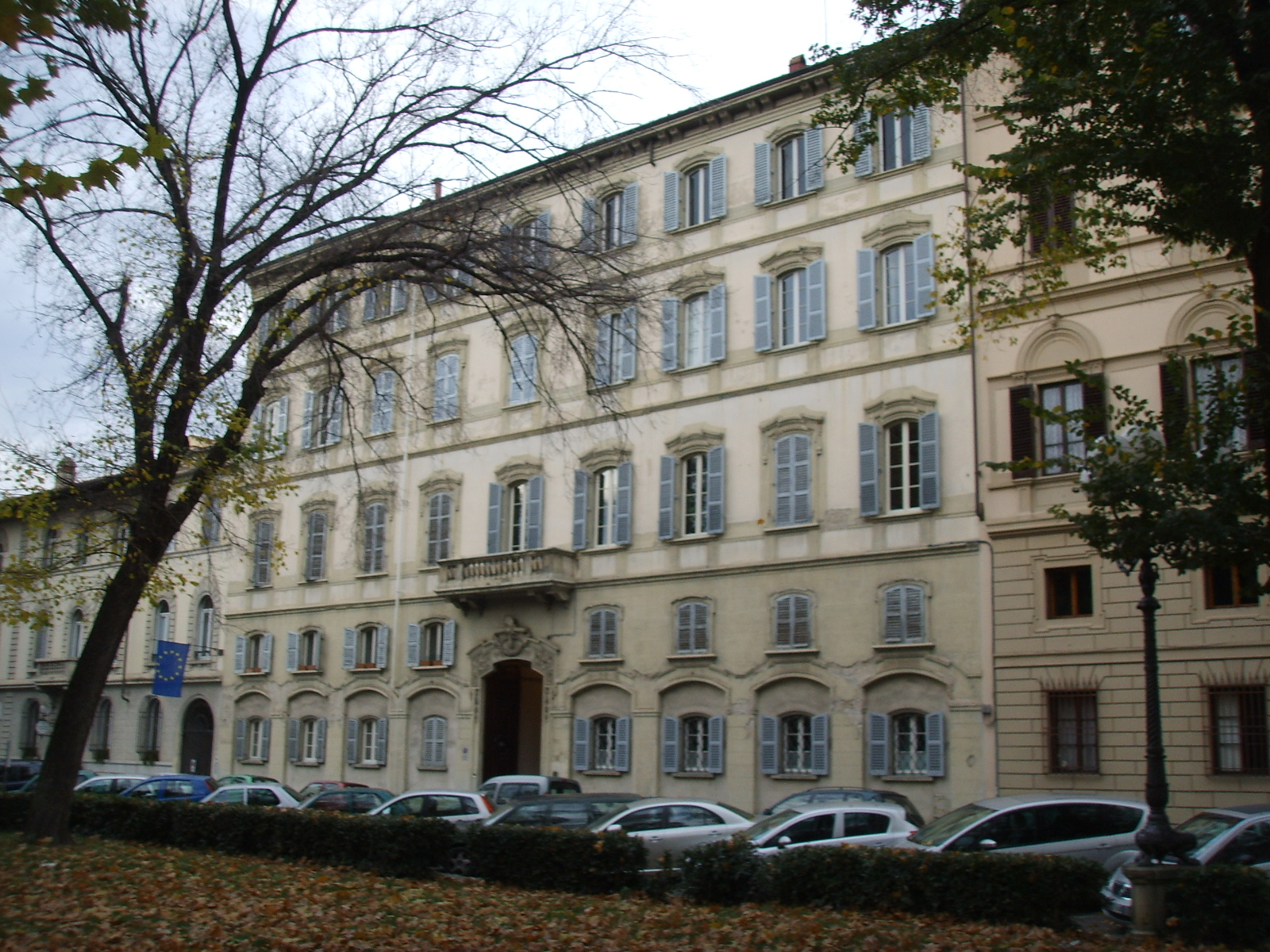
Piazza d'Azeglio

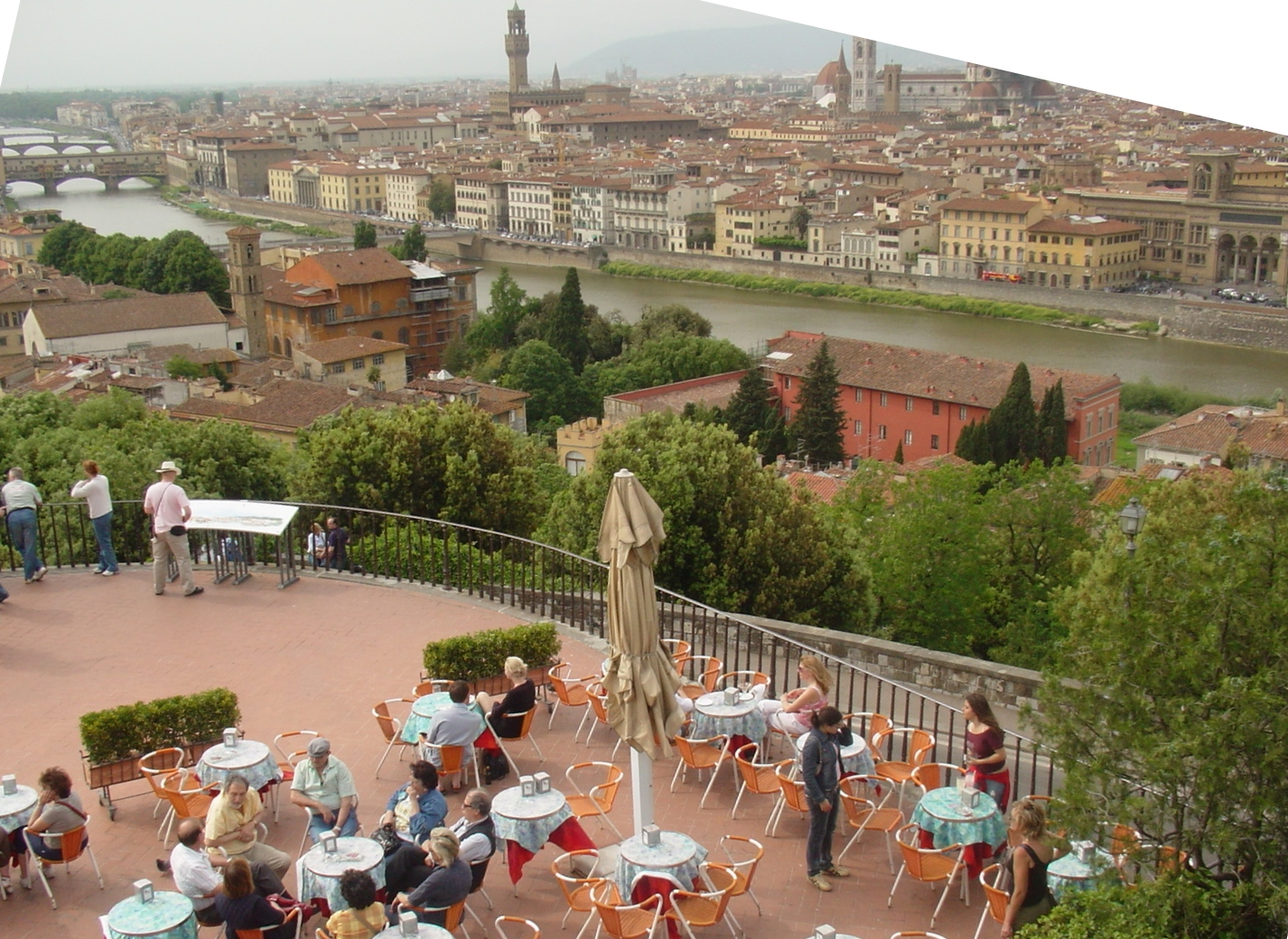
Terrazza sottostante Piazzale Michelangelo

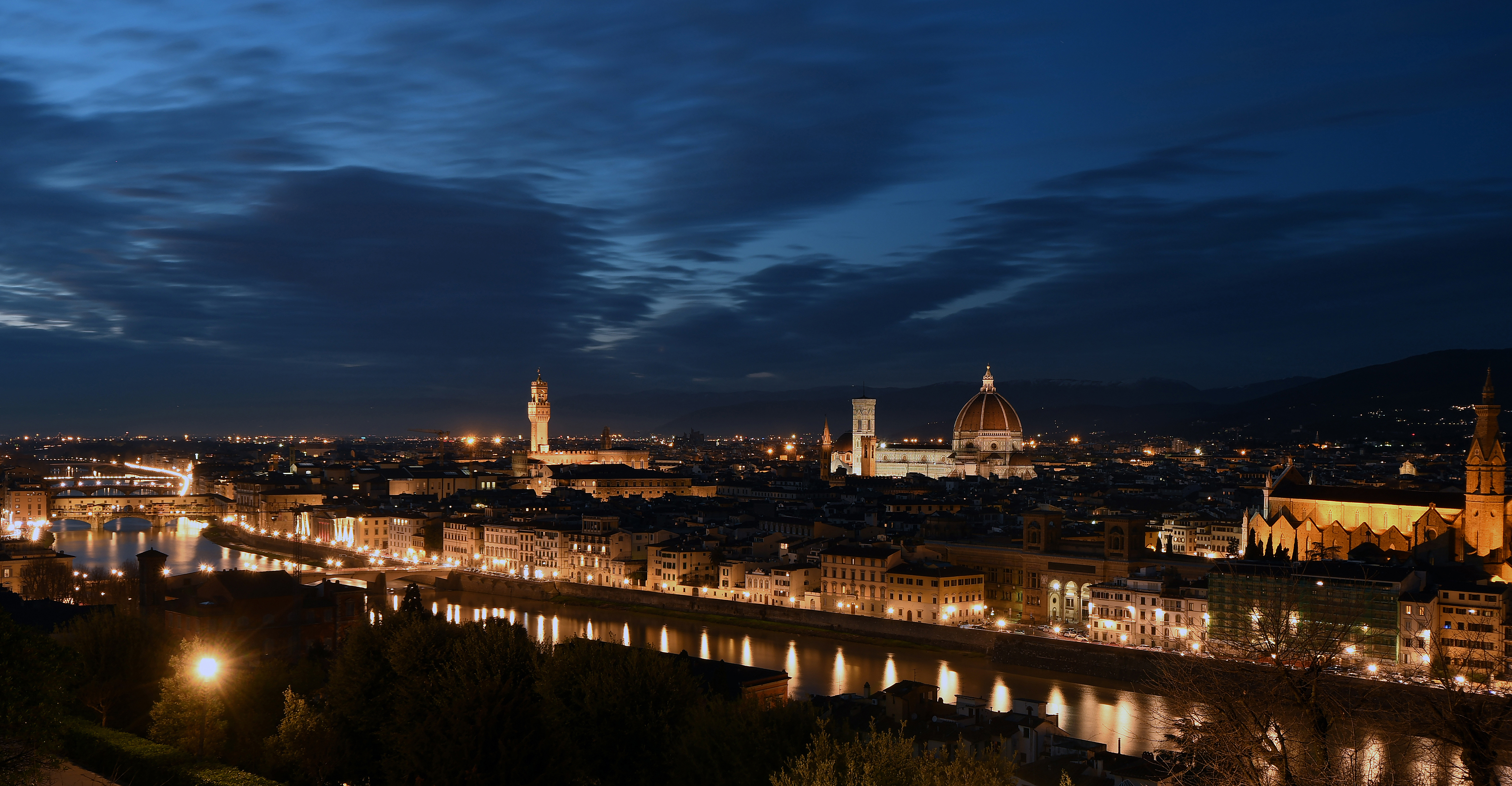
Firenze di notte vista dal Piazzale Michelangelo

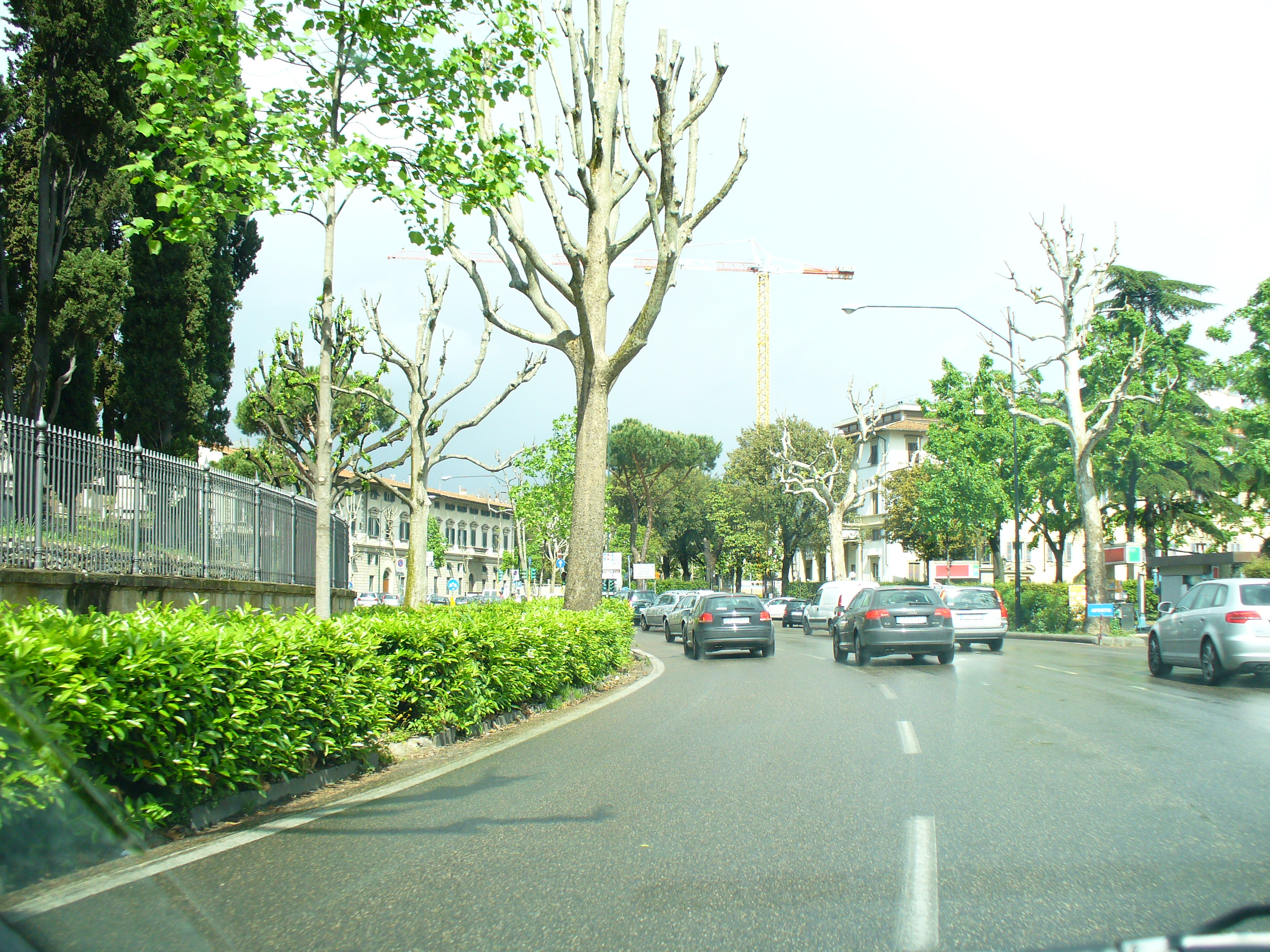
Piazzale Donatello

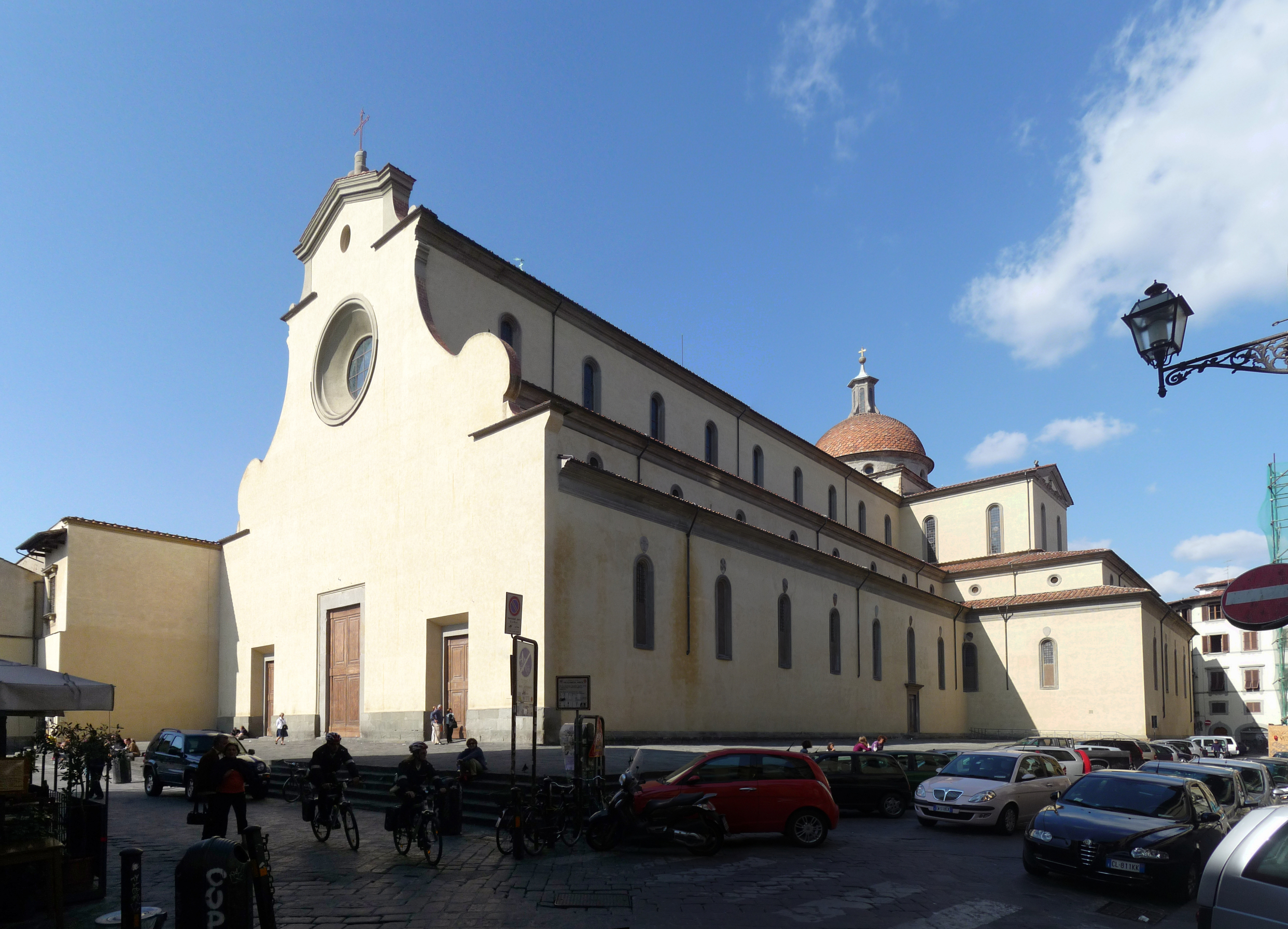
Piazza Santo Spirito

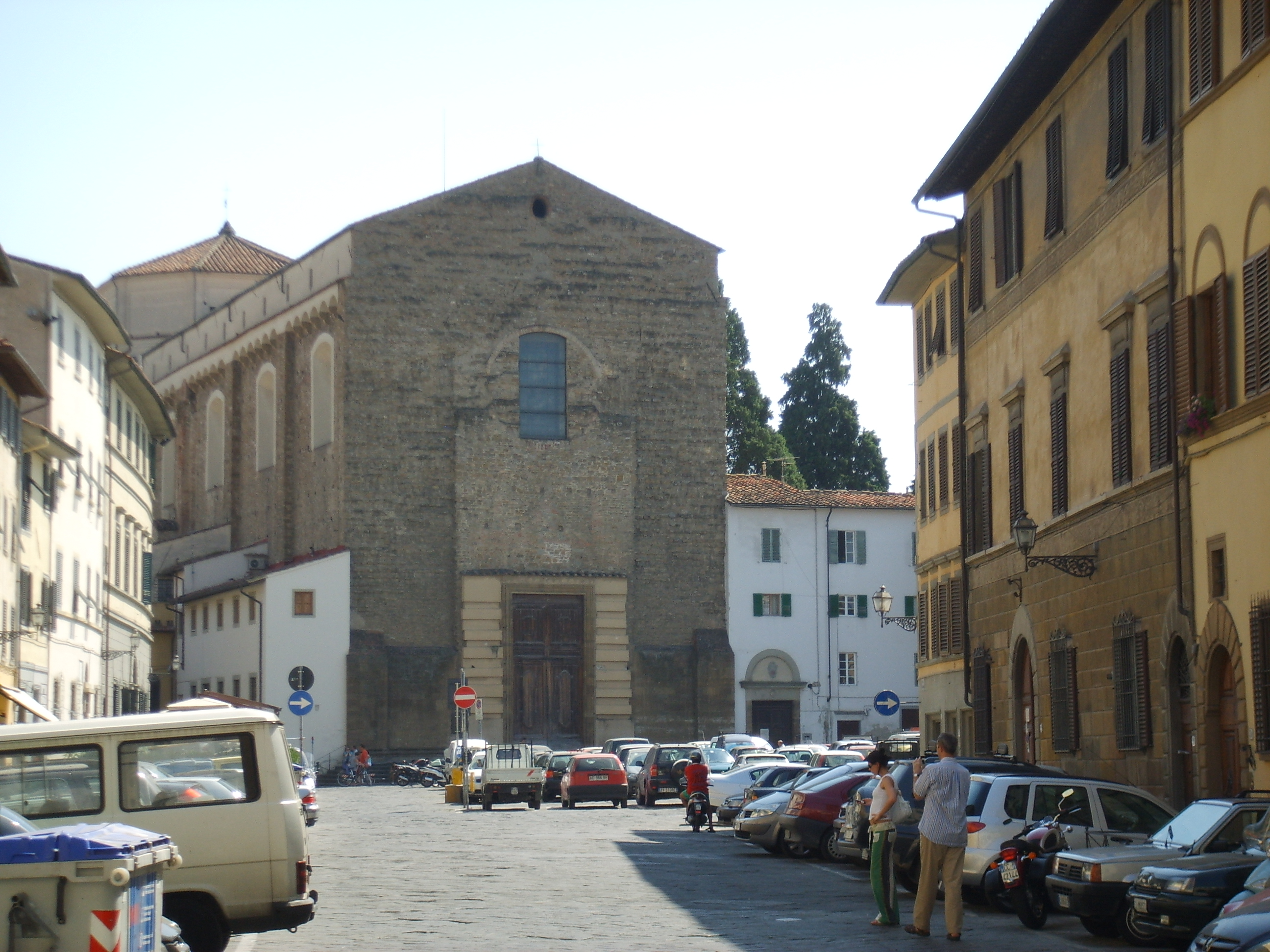
Piazza del Carmine

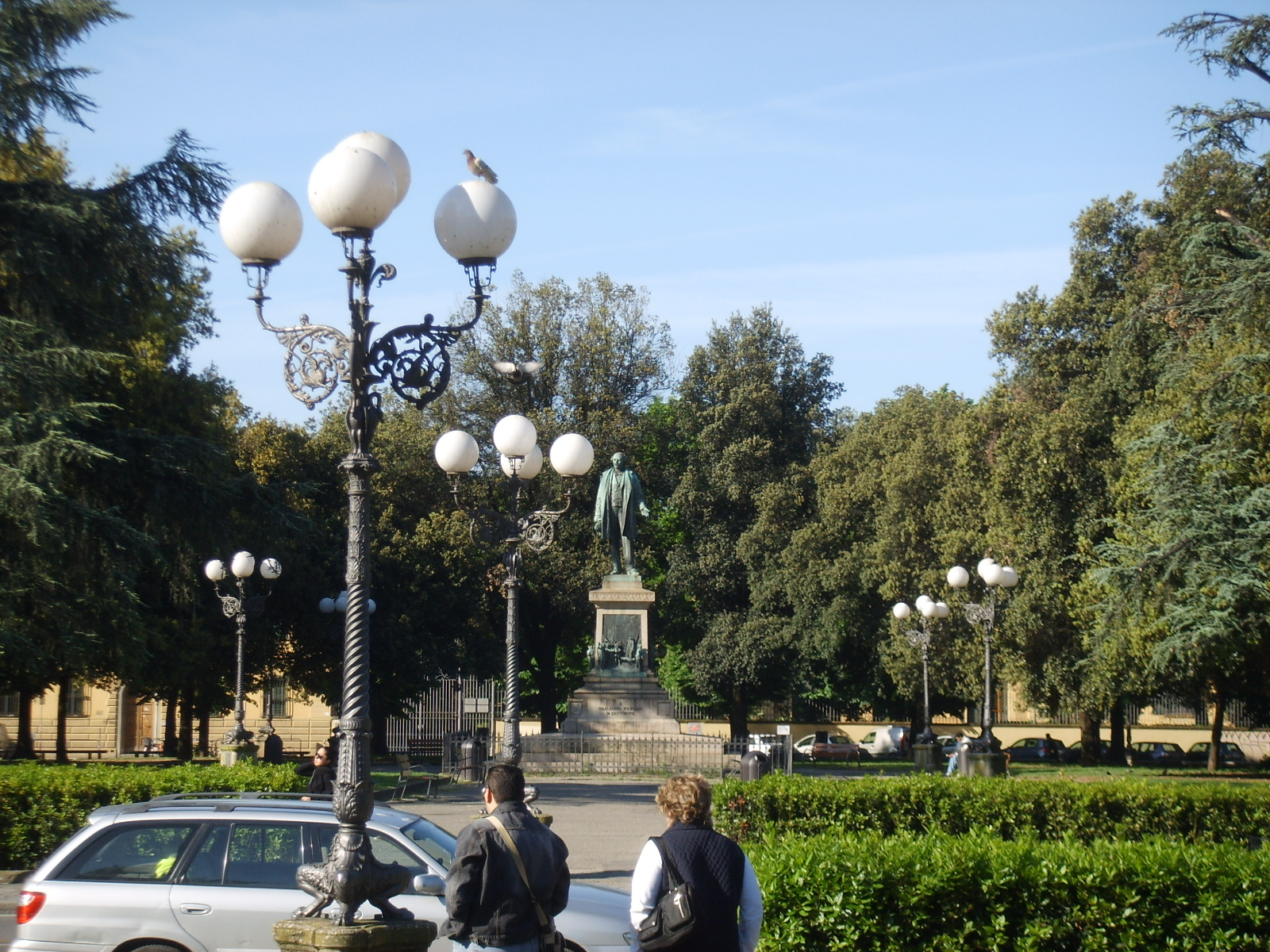
Piazza dell'Indipendenza

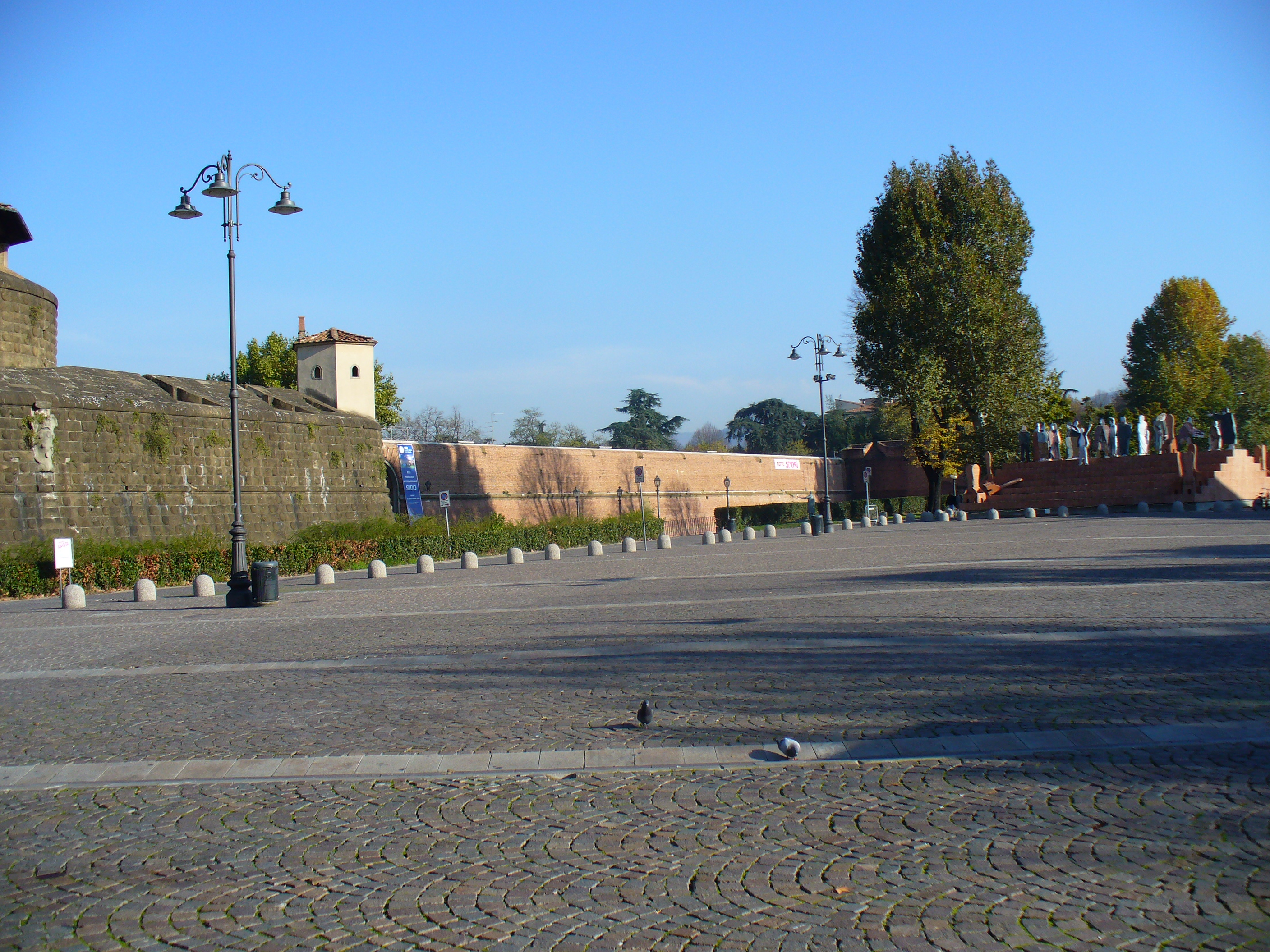
Piazza Bambine e Bambini di Beslan

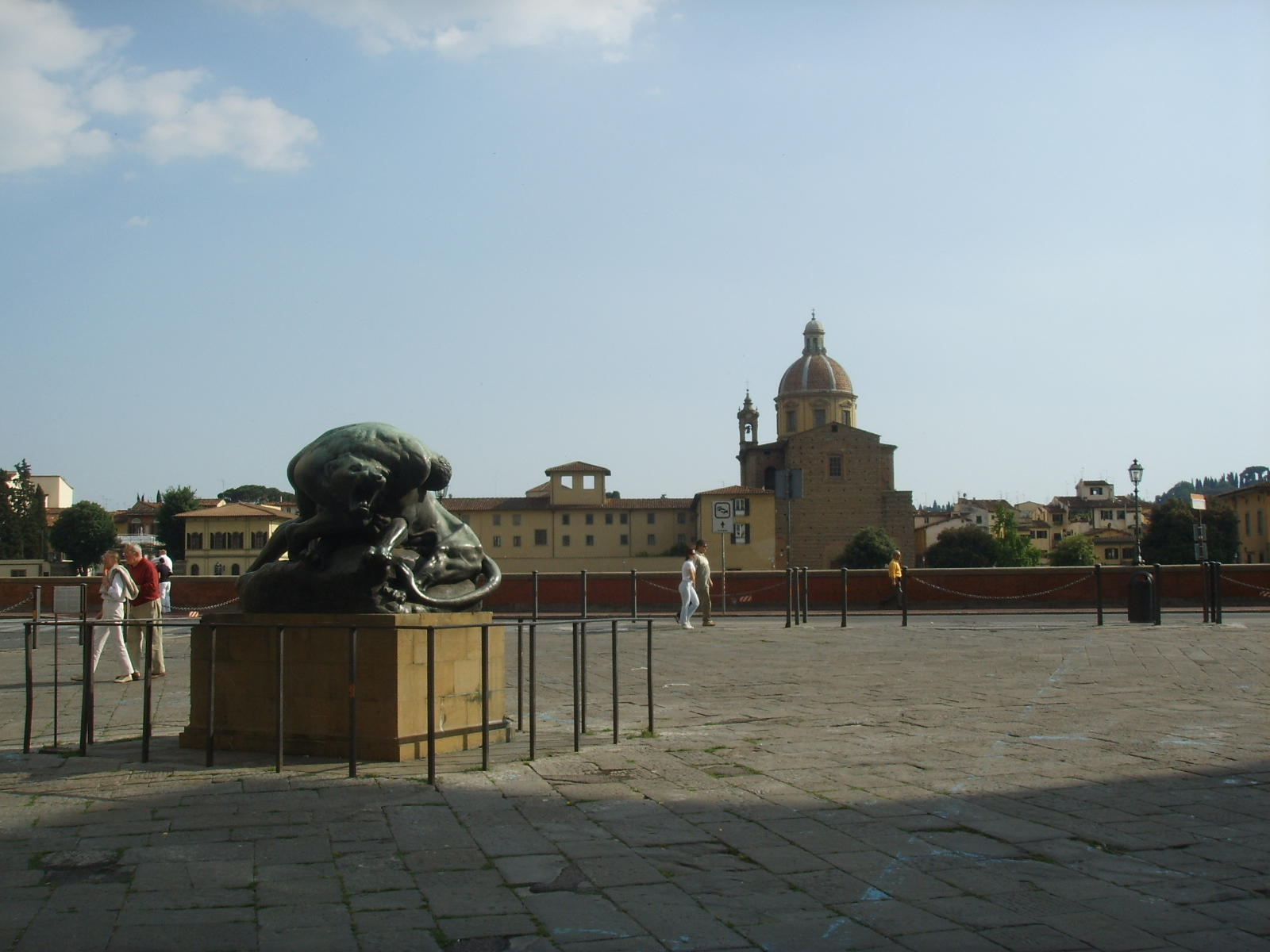
Piazza Ognissanti

Elenco delle principali piazze di Firenze.

## Nord dell'Arno

### In centro
- Piazza del DuomoÈ uno dei complessi monumentali più famosi d'Italia, con la Cattedrale di Santa Maria del Fiore e la Cupola del Brunelleschi, il Campanile di Giotto e il Battistero di San Giovanni, oltre che agli splendidi palazzi e musei che vi si affacciano, come il Palazzo Arcivescovile, il Museo dell'Opera del Duomo, la Loggia del Bigallo, il palazzo dei Canonici e molti altri. La parte ovest dove è situato il Battistero prende il nome di piazza San Giovanni.
Piazza della RepubblicaÈ una piazza di stile ottocentesco con forma rettangolare grande circa 75 m per 100 m; rappresenta il "salotto buono" della città, con i grandi caffè storici e alberghi di lusso, i grandi palazzi dal notevole livello architettonico che vi si affacciano e la galleria commerciale; oggi è ad uso pedonale e costituisce il più elegante fulcro della zona turistico-commerciale della città.
Piazza Santa Crocedominata dall'omonima basilica, essendo molto grande e di forma regolare, nel Rinascimento come in epoca moderna divenne il luogo ideale per giostre cavalleresche, feste, spettacoli e gare popolari, come il calcio in costume, che ancora oggi vi si tiene ogni giugno. È sede di varie manifestazioni, eventi e spettacoli oltre che vivaci mercatini nel periodo natalizio. Vi si affacciano il Palazzo dell'Antella e il Palazzo Cocchi-Serristori, oltre ai numerosi negozi di lavorazione artigianale di prodotti in pelle. Davanti alla basilica è posta la grande statua dedicata al concittadino Dante Alighieri.
Piazza San GiovanniPrende il nome dal Battistero ed è di fatto la continuazione ad ovest di piazza del Duomo. L'attuale piazza fu realizzata durante l'Ottocento quando fu demolita una parte del Palazzo Arcivescovile per dare spazio per la veduta sul Battistero e unire in linea retta via de' Martelli con via Roma.
Piazza della SignoriaÈ la piazza centrale di Firenze, sede del potere civile con Palazzo Vecchio e cuore della vita sociale della città. È l'unica piazza al mondo ad ospitare una straordinaria serie di capolavori di scultura carichi di messaggi politici, che dovevano ispirare i governatori della città. Nella grande piazza troviamo numerose opere d'arte, come le statue nella Loggia della Signoria, la statua equestre di Cosimo I de' Medici, le statue poste davanti a Palazzo Vecchio come il David di Michelangelo, il Nettuno, il Marzocco di Donatello, Ercole e Caco e molte altre. È antistante al piazzale della Galleria degli Uffizi.
Piazza San LorenzoDominata dall'omonima basilica, mentre si staglia sullo sfondo la grande cupola della Cappella dei Principi, la seconda della città per grandezza dopo l'immensa Cupola del Brunelleschi (la più grande mai costruita) che si scorge nello skyline cittadino anche da piazza San Lorenzo. Questa piazza è nota per il mercatino turistico permanente, oltre ad ospitare la Biblioteca Medicea Laurenziana e la statua di Giovanni delle Bande Nere. Tramite via de' Gori la piazza è collegata al Palazzo Medici Riccardi in via Cavour.
Piazza Santa Maria NovellaDominata dalla splendida facciata della Basilica di Santa Maria Novella e il Museo nazionale Alinari della fotografia, con i suoi splendidi palazzi è una delle piazze principali di Firenze. È antistante a piazza della Stazione, a cui si accede da via degli Avelli.
Piazza della Santissima AnnunziataÈ una delle piazze più belle e stilisticamente armoniose non solo della città, ma di tutta Italia, forse primo esempio europeo di pianificazione urbanistica. Su di essa si affaccia l'omonima basilica, lo Spedale degli Innocenti del Brunelleschi, la Loggia dei Servi di Maria, Palazzo Budini Gattai e il Museo archeologico nazionale.
Piazza della StazioneDominata dalla Stazione di Firenze Santa Maria Novella è una delle più grandi piazze di Firenze, sulla quale si affacciano grandi palazzi, tra cui la Palazzina Reale e l'antistante Palazzo degli Affari, oltre che al retro della grande basilica di Santa Maria Novella. Con la costruzione delle nuove linee tranviarie è punto di passaggio obbligato per tutte le linee che attraversano la città.
Piazza dell'IndipendenzaÈ una grande piazza del centro storico di Firenze; le palazzine che si affacciano sulla piazza sono tutte pertinenti all'epoca tra l'Ottocento e il primo Novecento, tipiche nella loro signorilità tutta borghese.
Piazza San MarcoSituata della zona nord del centro storico, contornata da eleganti palazzi è dominata dalla facciata della chiesa e convento di San Marco. La piazza si incrocia con via Cavour, che la collega a piazza del Duomo ad un estremo e piazza della Libertà all'altro, e tramite via Cesare Battisti è collegata piazza SS Annunziata. Vi si affacciano gli uffici centrali del Rettorato dell'Università degli Studi di Firenze e Accademia di Belle Arti.
Piazza Santa TrinitaPiazza Santa Trinita, dominata dalla basilica di Santa Trinita, è posta all'estremo vicino all'Arno di via de' Tornabuoni. Su di essa si affacciano oltre alla basilica, il Palazzo Spini Feroni oggi sede della maison Ferragamo e dell'omonimo Museo, il Palazzo Buondelmonti, e il Palazzo Bartolini Salimbeni, oltre che alla Colonna della Giustizia. Essendo un prolungamento di via de' Tornabuoni, la piazza ne conserva lo stile elegante e lussuoso.
Piazza dei CiompiSi trova a nord della Basilica di Santa Croce, non distante dal Mercato di Sant'Ambrogio e alla sede de La Nazione, e vi si trovano la Loggia del Pesce del Vasari e la casa di Lorenzo Ghiberti.
Piazza d'AzeglioPosto nella parte est del centro storico di Firenze, non lontano dai viali di Circonvallazione, vi si trova il Villino Uzielli.
Piazza GoldoniSi affaccia sull'Arno all'altezza del ponte alla Carraia, vi si affaccia il Palazzo Ricasoli ed è presente una statua dedicata a Carlo Goldoni.
Piazza del LimboPosta dinnanzi all'Arno vi si affacciano la Chiesa dei Santi Apostoli e il Palazzo Borgherini-Rosselli del Turco. Da questa piazza parte una delle due processioni della festa fiorentina dello scoppio del carro.
Piazza dei GiudiciSi apre sul lungarno Diaz, a pochi passi dal piazzale degli Uffizi, e vi si affacciano il Museo Galileo e il Palazzo della Borsa (oggi sede della Camera di Commercio).
Piazza MentanaPosta davanti al lungarno ospita il Monumento ai caduti della battaglia di Mentana, opera di Oreste Calzolari.
Piazza del Mercato CentraleÈ la piazza su cui si affaccia il grande Mercato Centrale di Firenze, la piazza è ricca di ristoranti e pizzerie con tavolini all'aperto, ed una targa ricorda la casa dove nacque Benvenuto Cellini.
Piazza OgnissantiSi trova nella parte occidentale del centro storico di Firenze lungo la riva destra dell'Arno, e oltre alla chiesa, vi si affacciano a est l'Hotel Excelsior, un tempo semplice palazzo a tre piani, ricostruito nell'Ottocento in uno sfarzoso stile eclettico, e a ovest il Grand Hotel e Palazzo Lenzi, sede del Consolato Onorario di Francia e dell'Istituto Francese di Firenze, riconoscibile per i graffiti sulla facciata.
Piazza delle PallottoleSi trova vicino alla grande piazza del Duomo.
Il PratoVi si affacciano la Casa di Ignazio Villa, il Teatro L'Amicizia, la Loggia Reale, l'ex-convento dei Santi Maria e Giuseppe sul Prato e, nelle vicinanze, la chiesa di Santa Lucia sul Prato.
Piazza San BenedettoÈ una piccola piazza nei pressi di Piazza del Duomo, nella zona più antica della città e prende il nome dalla Chiesa di San Benedetto che qui si affaccia. Dalla piazza si può vedere la Cupola del Brunelleschi attraverso un vicoletto con alcuni archi rampanti.
Piazza San FirenzePosta appena dietro a piazza della Signoria, piazza San Firenze è dominata dal complesso di San Filippo Neri, palazzo Gondi e palazzo Columbia-Parlamento. In essa sfocia via del Proconsolo sulla quale proprio all'estremo verso piazza San Firenze si affacciano il Museo nazionale del Bargello e la Badia Fiorentina, ben visibili dalla suddetta piazza.
Piazza San Pier MaggioreSi trova nella zona est del centro di Firenze, vicino a Piazza Santa Croce e prende il nome dalla chiesa di San Pier Maggiore. Qui sono presenti l'Arco di San Pierino e le due Torri di Corso Donati.
Piazza StrozziÈ posta davanti a grande Palazzo Strozzi e vi si trova il palazzo Vecchietti e il Palazzo dello Strozzino.
Piazza dell'Unità ItalianaMolto vicina a piazza della Stazione, con la quale condivide il ruolo di importante snodo delle linee di autobus cittadine. La piazza si apre sul fianco nord della basilica di Santa Maria Novella, davanti a via degli Avelli e via Panzani, e su di essa si affacciano il Palazzo dei Cerretani, e grand hotel tra i quali il moderno Hotel Majestic.
Piazza del CapitoloÈ una piazzetta nei pressi di piazza del Duomo a Firenze, situata all'ombra della Cupola del Brunelleschi. La piazza deve il suo nome al Palazzo del Capitolo dei Canonici di Santa Maria del Fiore.
Piazza AduaPosta davanti a piazza della Stazione e alla grande stazione di Firenze Santa Maria Novella, è uno dei punti di arrivo e partenza di pullman e bus turistici. Vi si affacciano il Palazzo degli Affari e un ingresso al Palazzo dei Congressi facenti parte del complesso di Firenze Fiera, e di fronte ad essa, dalla parte opposta alla piazza, si affaccia la Palazzina Reale di Santa Maria Novella.
- Piazza Antinori
- Piazza degli Ottaviani
- Piazza Brunelleschi

### Sui Viali di Circonvallazione
- Piazza BeccariaÈ una grande piazza della città, che si trova sui viali di Circonvallazione. Sorta quando Firenze era capitale d'Italia, la piazza è costituita da grandi palazzi in stile neoclassico dalla forma circolare, ed al centro è posta la maestosa Porta alla Croce. Su questa piazza si affaccia anche l'Archivio di Stato.
Piazza della LibertàSegna il punto più a nord del centro storico di Firenze. Fu realizzata nell'Ottocento nel corso dei lavori per la creazione dei Viali di Circonvallazione, e su di essa si affacciano grandi palazzi dai lunghi portici, il Parterre e il maestoso Arco di Trionfo posto davanti a porta San Gallo.
Piazzale DonatelloPosta sui viali di Circonvallazione vi si trovano il Cimitero degli inglesi, Villa Donatello e l'ingresso principale del Giardino della Gherardesca.
Piazza Bambine e Bambini di BeslanÈ frutto della pedonalizzazione di un tratto di viale Filippo Strozzi per facilitare l'accesso alla Fortezza da Basso per chi proviene dalla stazione di Santa Maria Novella e quindi dal centro della città e raccordare il principale polo fieristico cittadino col vicino Palazzo dei Congressi. In tempi recenti, dopo l'apertura della piazza, vi sono state collocate alcune opere di arredo urbano di notevole interesse. La statua-fontana dell'Uomo con l'uccellino in mano di Jean-Michel Folon è stata donata al Comune dal Rotary Club e collocata nei pressi di uno degli accessi alla Fortezza.
Piazza Vittorio VenetoIngresso monumentale al Parco delle Cascine.
Piazza PiaveÈ l'estremità est del centro storico a nord dell'Arno.

### Fuori dal centro
- Piazza OberdanÈ situata nel quartiere di Campo di Marte appena oltre il confine dei centro storico, delineato dai viali di Circonvallazione, verso est. Ha una forma esagonale e vi immettono sei strade secondo un disegno regolare. Al centro contiene un piccolo giardino con un monumento creato dallo scultore Ugo Cipriani, concepito come un'erma sormontata dal busto di Oberdan.
Piazza PucciniSi trova nella periferia ovest della città, dove curva il Mugnone verso le Cascine ed oltre ad ospitare un mercato giornaliero, vi si affaccia il Teatro Puccini. Prossimamente sarà dotata di una stazione ferroviaria sulla linea di trasporto metropolitano Firenze-Empoli.
Piazza San JacopinoÈ una piccola piazza appena ad ovest del centro storico di Firenze.
Piazza SavonarolaÈ un grande piazza rettangolare che fu realizzata nell'Ottocento e vi si trovano alcuni edifici di notevole pregio, come la Galleria Rinaldo Carnielo, un edificio in stile liberty oggi museo, dove aveva il suo studio lo scultore Rinaldo Carnielo (come ricorda anche una lapide sull'edificio), generosamente lasciato in eredità al Comune di Firenze dopo la sua morte. Tutta questa zona, fino a Piazzale Donatello, era comunque popolare nell'Ottocento per i numerosi studi di artisti. Il lato nord-ovest è occupato dalla chiesa di San Francesco con il relativo convento. All'angolo con Via Leonardo da Vinci e Via Valori si trova un palazzetto ottocentesco dove oggi si trova il Dipartimento di italianistica, dell'Università di Firenze, caratterizzato da numerosi affreschi sui soffitti e sulle volte.

#### Nel Quartiere 5
- Piazza Dalmazia
- Piazza della Vittoria
Piazza della Vittoria è abbellita da novantotto piante di pino che le danno l'aspetto di un giardino. In questa piazza (più precisamente, nell'adiacente via Puccinotti), si trova il palazzo del Liceo Ginnasio Dante, opera in stile Coppedè  e, in via della Cernaia, la casa di cura Villa Maria Teresa che si affaccia sulla piazza. Si aprono su di essa via Fratelli Ruffini, via Francesco Puccinotti, via della Cernaia, via Giuseppe Cesare Abba.
- Piazza Pietro Leopoldo
- Piazza Ludovico Antonio Muratori
- Piazza della Costituzione
- Piazza Bernardo Tanucci

## Oltrarno
- Piazza del CarmineUna delle principali piazze del quartiere di Oltrarno, è dominata dalla Basilica di Santa Maria del Carmine. A fianco della chiesa una porta fa accedere all'antico monastero, dove oggi si trova un museo che permette di visitare anche la Cappella Brancacci.
Piazza di CestelloDominata dalla facciata della chiesa di San Frediano in Cestello, vi si affacciano il Granaio dell'Abbondanza, il Teatro di Cestello. In questa zona Vasco Pratolini ha ambientato il suo romanzo Le ragazze di San Frediano.
Piazza DemidoffSi trova in Oltrarno dinnanzi il lungarno Serristori, ed è dedicata alla famiglia dell'ambasciatore russo Nicola Demidoff, che abitò nel prospiciente Palazzo Serristori.
Piazza San Felice in PiazzaDominata dalla chiesa di San Felice in Piazza, che deriva il suo curioso nome dalla denominazione del "borgo" che si estendeva dalla chiesa di Santa Felicita, lungo l'odierna via Guicciardini, fino alla piazza di San Felice, Borgo di Piazza. Vi si affaccia Casa Guidi dove visse e morì nell'Ottocento la famosa poetessa inglese Elizabeth Barrett Browning con il marito Robert Browning.
Piazzale MichelangeloRappresenta il più famoso punto di osservazione del panorama cittadino di Firenze, riprodotto in innumerevoli cartoline e meta obbligata dei turisti in visita alla città. Ospita diverse manifestazioni, concerti ed eventi (per esempio Total Request Live di MTV).
Piazza de' MozziDi forma allungata, vi sbuca il Ponte alle Grazie. Vi si affacciano il palazzo dei Mozzi, il Palazzo Nasi, il Palazzo Torrigiani Del Nero, il Museo Bardini e il Giardino Bardini.
Piazza PiattellinaSulla piazza si trova un grande tabernacolo della seconda metà del Quattrocento, con la Madonna in trono col Bambino e gli arcangeli Michele e Raffaele.
Piazza de' PittiÈ una grande piazza del quartiere Oltrarno di Firenze, dominata dall'imponente mole di Palazzo Pitti. Sulla piazza oltre alla reggia di palazzo Pitti si distinguono sul lato ovest il Palazzo Temple Leader,  l'abitazione di Paolo dal Pozzo Toscanelli, e la casa dove visse Fëdor Dostoevskij. In questa piazza inoltre è presente il consolato del Brasile, e anche la sede della scuola di moda e design Accademia Italiana.
Piazza Giuseppe PoggiSi trova tra il lungarno Benvenuto Cellini, il lungarno Serristori e via San Niccolò. La piazza è oggi dedicata a Giuseppe Poggi, l'architetto del piazzale Michelangelo e dei viali di Circonvallazione fiorentini, che qui realizzò una delle sue creazioni più ardite, con la serie di rampe in stile neo-manierista che portano su fino al belvedere del piazzale. In mezzo alla piazza si trova ancora l'antica Porta San Niccolò che, con la sua imponenza, assomiglia ad una torre.
Piazza Santo SpiritoÈ una delle più tipiche e vivaci piazze del quartiere di Oltrarno. Sede frequente di mercati e mercatini, è anche ricca di ristoranti e locali notturni, che fanno sì che sia una delle piazze preferite come punto di ritrovo dei fiorentini.
Piazza TassoSi trova vicino al viale Vasco Pratolini, e a ridosso del Giardino Torrigiani.
Piazza del TiratoioSi trova nel quartiere di San Frediano, e prende il nome da un tiratoio dell'Arte della Lana, uno di quegli stabilimenti cioè, un tempo molto diffusi in tutta Firenze, dove veniva lavorata la lana. In questa piazza ebbe il suo studio, per un certo periodo, lo scultore Lorenzo Bartolini.
Piazza della Passerapiccola piazzetta dell'Oltrarno di Firenze, nota anche come Canto ai Leoni.
Piazza della Calzaposta alle spalle della Porta Romana nella parte interna alle Mura di Firenze, ottenuta dall'affluenza della Via dei Serragli e della Via Romana.